# São Sebastião (Ponta Delgada)
São Sebastião is een plaats (freguesia) in de Portugese gemeente Ponta Delgada en telt 4309 inwoners (2001).

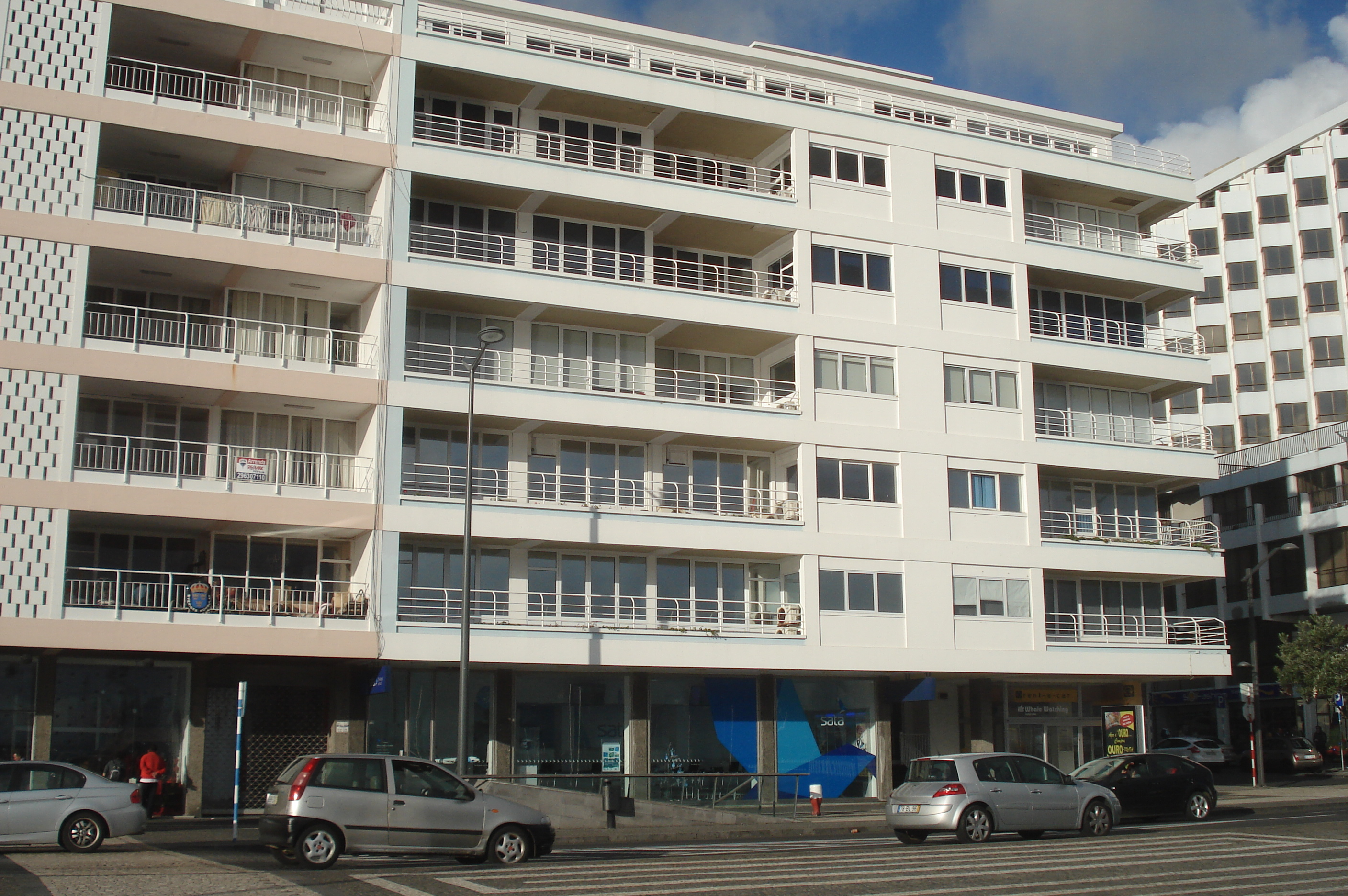
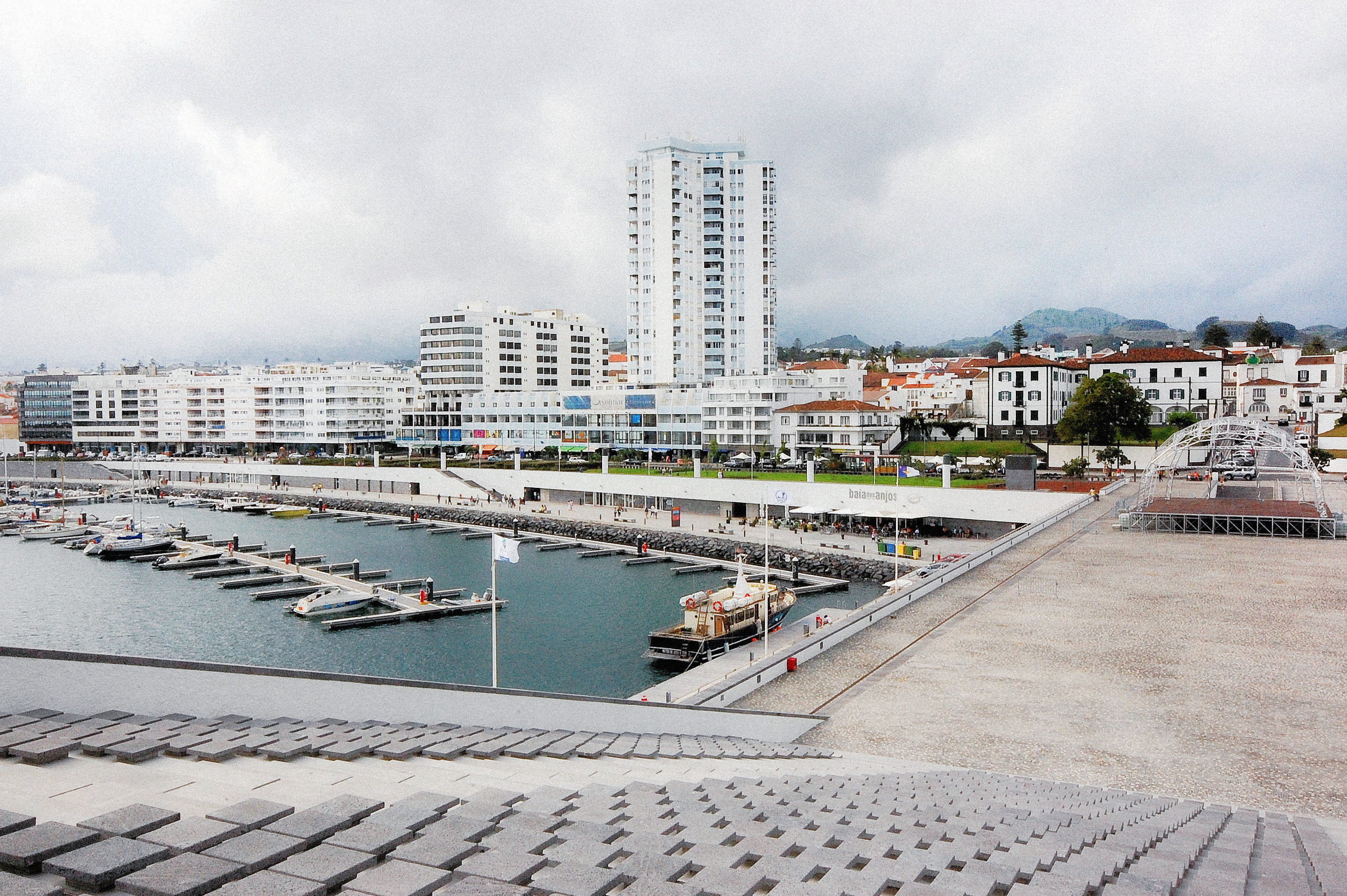